# Palau de Cotroceni

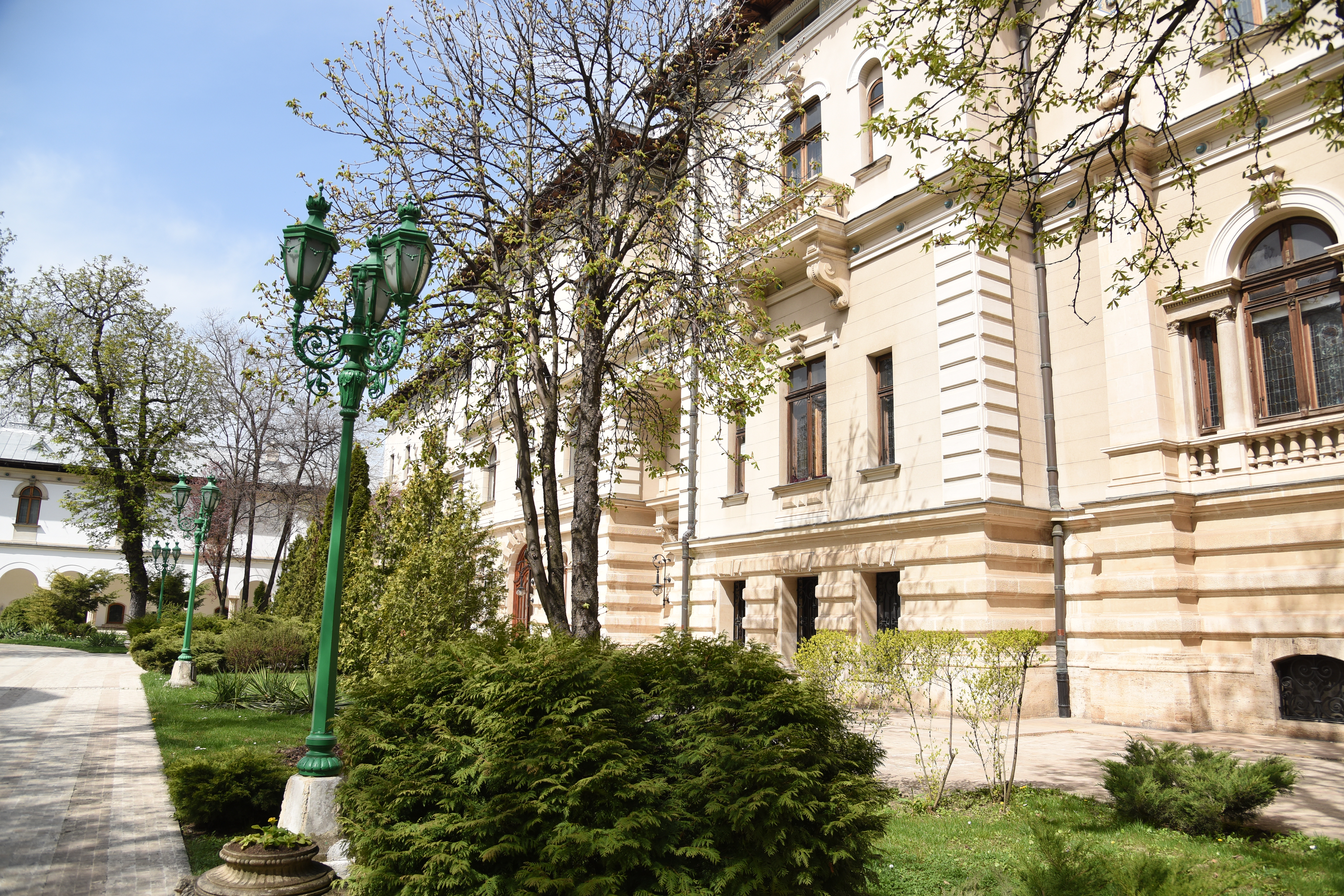

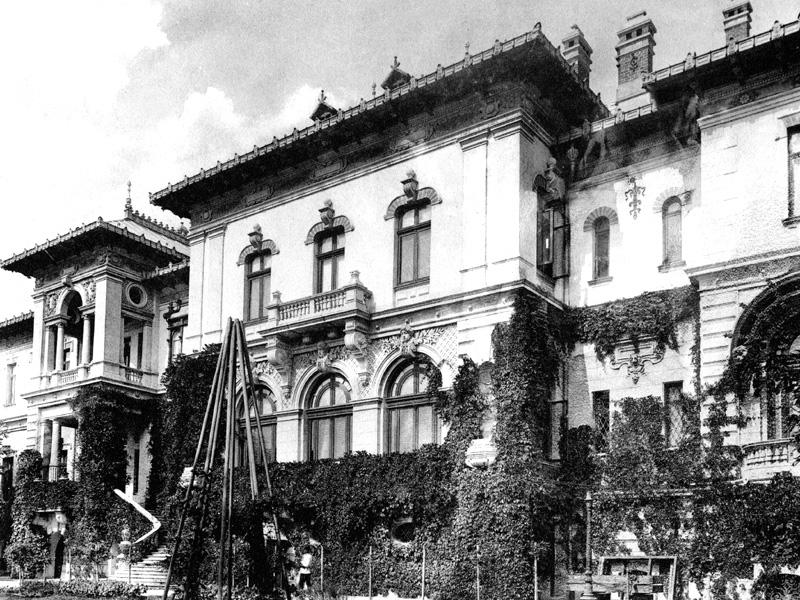
Fotografia de principis de segle XX del Palau Cotroceni, presa pel fotògraf romanès Alexander Antoniu.

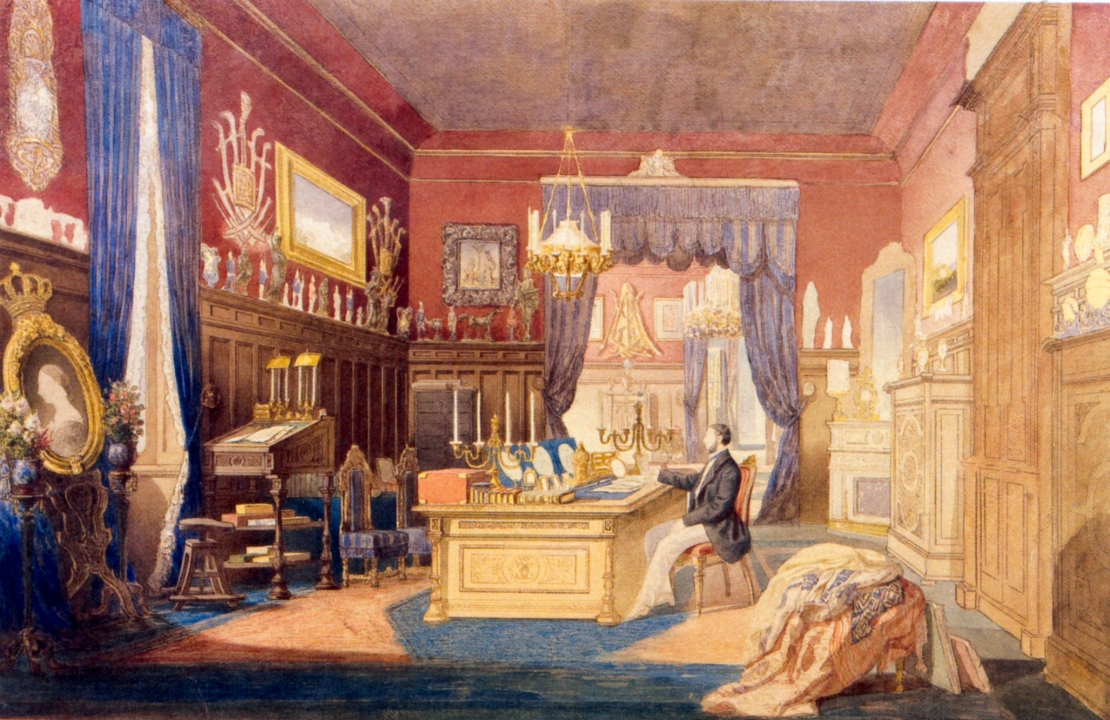
Pintura de Carles I assegut al seu escriptori

El palau de Cotroceni és la residència oficial del president de Romania. Es troba al Bulevardul Geniului, núm. 1 de Bucarest. Una part del palau és oberta al públic des del 27 de desembre de 1991, data en què es va inaugurar el Museu Nacional Cotroceni.

## Història
El 1679 el príncep Şerban Cantacuzino va ordenar la construcció d'un monestir al turó de Cotroceni. L'església i els edificis annexos van ser aixecats durant els dos anys següents. L'obra de Cantacuzino va ser continuada pel príncep Constantin Brâncoveanu, qui sovint reposava al monestir. El 1862 el príncep Alexandru Ioan Cuza va decidir convertir el monestir de Cotroceni en residència estival.
A l'inici del seu regnat, el rei Carles I de Romania va rebre com residències estivals les antigues cases senyorials de Cotroceni. Aquest príncep va decidir erigir en el recinte del monestir un palau que servís de residència oficial a Bucarest als hereus de la Corona. Els plànols de l'edifici van ser realitzats per l'arquitecte Paul Gottereau en estil venecià clàssic.
El maig de 1883 el Govern va rebre un crèdit d'1.700.000 lei destinat a la demolició de les antigues cases senyorials i a la construcció del palau de Cotroceni, que va començar l'any 1888. Més tard, l'arquitecte romanès Grigore Cerchez va modificar l'ala nord a l'estil nacional romàntic, afegint una àmplia sala amb una terrassa superposada i dues lògies amb columnes, una de les quals era una rèplica de la lògia del monestir de Hurezi. La princesa Maria i el príncep Ferran es van traslladar a Cotroceni el març de 1896.
Durant els anys 1949-1976 el palau de Cotroceni es va convertir en el Palau dels Pioners (Palatul Pionerilor). Després resultar danyat en un terratrèmol produït en 1977, es va veure sotmès a unes tasques de restauració que van durar aproximadament deu anys i van ser dirigides per l'arquitecte Nicolae Vladescu.
El 1984, sota l'ordre del president Nicolae Ceauşescu, es va demolir l'església del monestir que Şerban Cantacuzino havia edificat.
Després de la revolució romanesa de 1989, el palau de Cotroceni passar a ser la residència oficial del president de Romania.

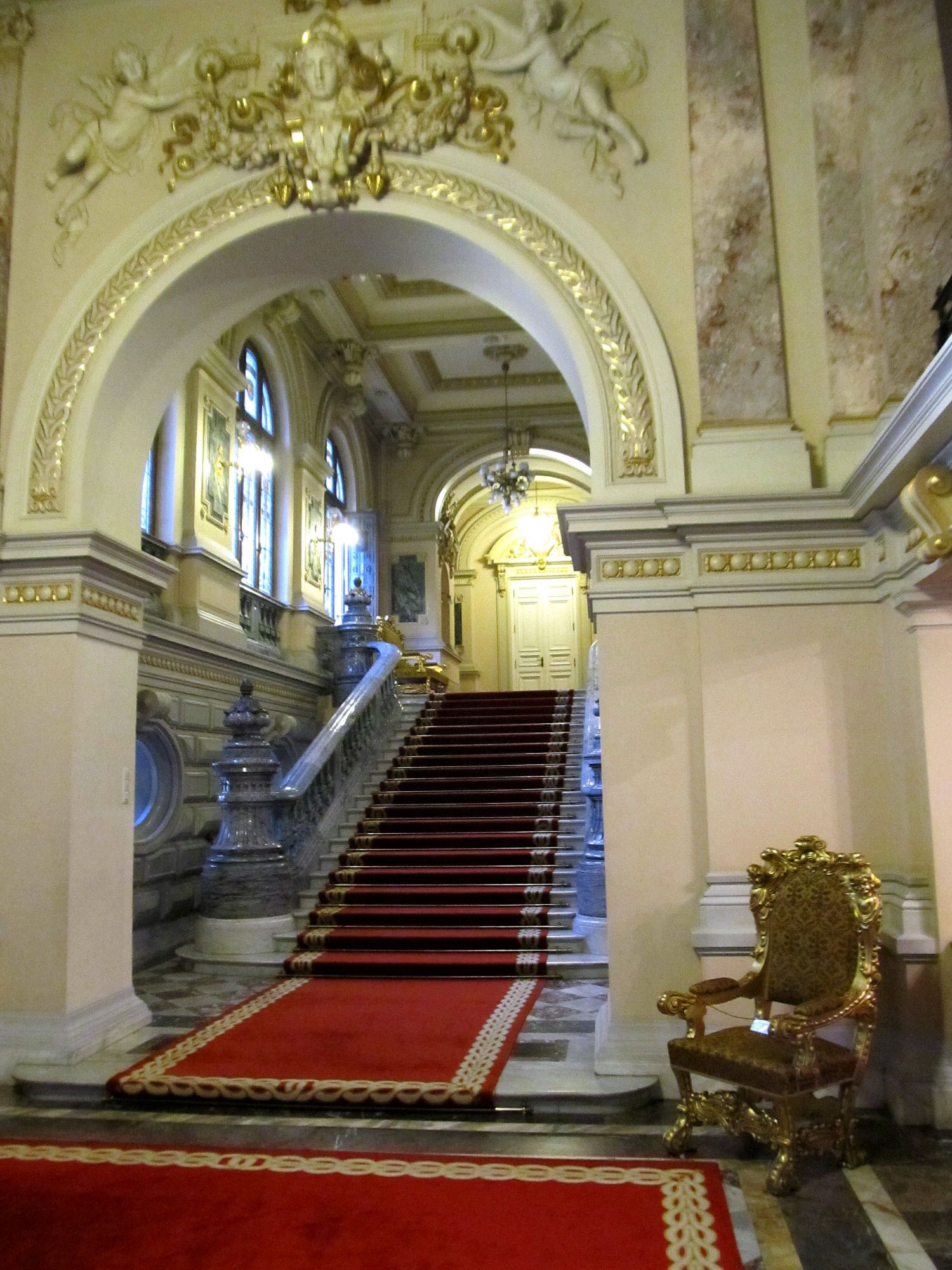
Museu Cotroceni

## Jornades de portes obertes
Durant les jornades de portes obertes el palau presidencial s'obre a les visites de públic. Els presidents Ion Iliescu i Emil Constantinescu acostumaven a obrir-lo amb ocasió dels seus sants i aniversaris. El president Traian Băsescu el va obrir per primera vegada el 18 de maig de 2008 en complir-se un any de la celebració del referèndum que va confirmar el seu càrrec. En aquesta ocasió el palau va ser visitat per 20.000 persones.

## Museu Cotroceni
Des de l'any 1991 la part antiga del palau es va obrir al públic, com a part del Museu Cotroceni. El 2009, després de la restauració, l'església de Cotroceni va passar també a formar part del museu.

## Galeria fotogràfica

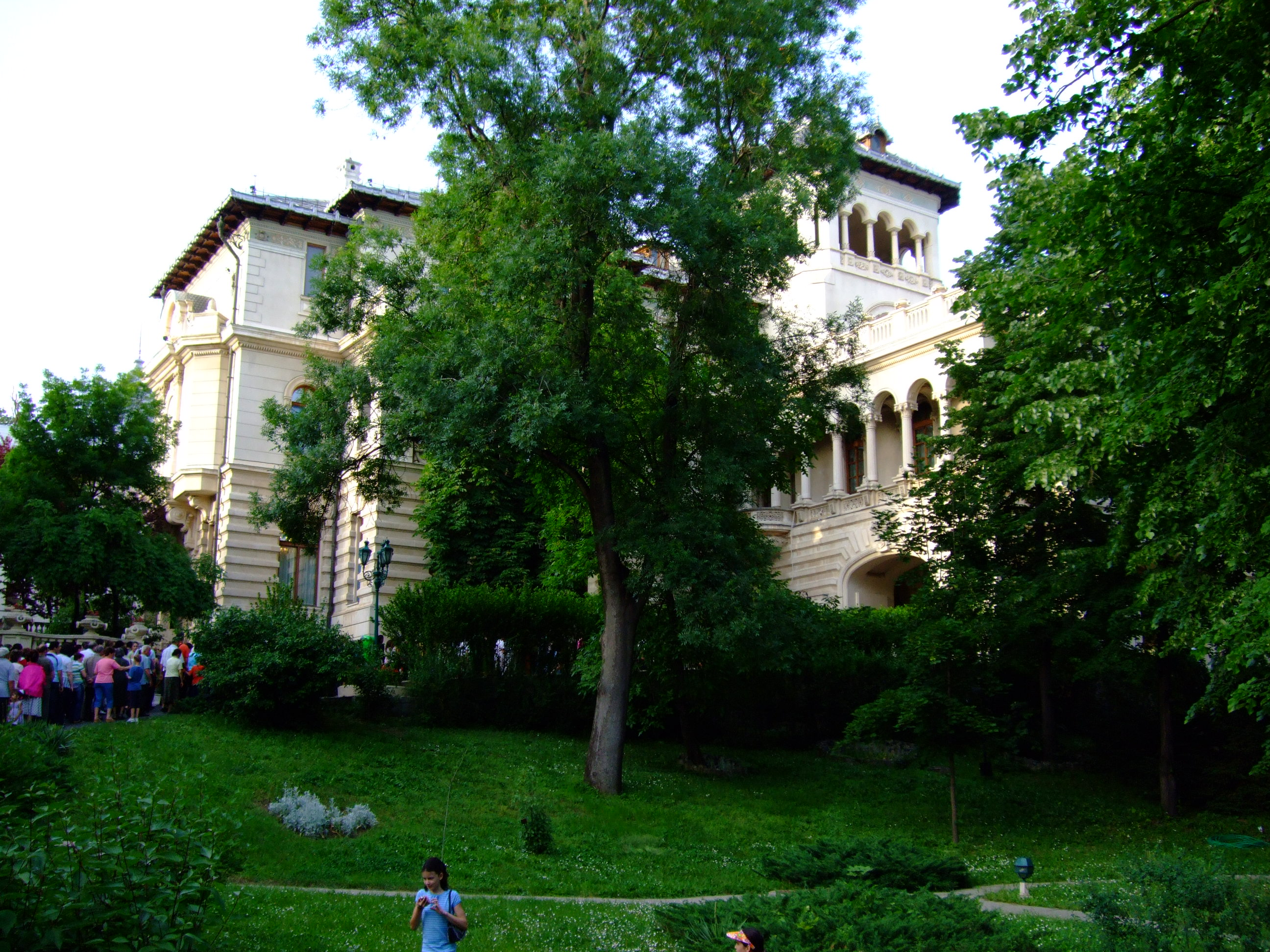
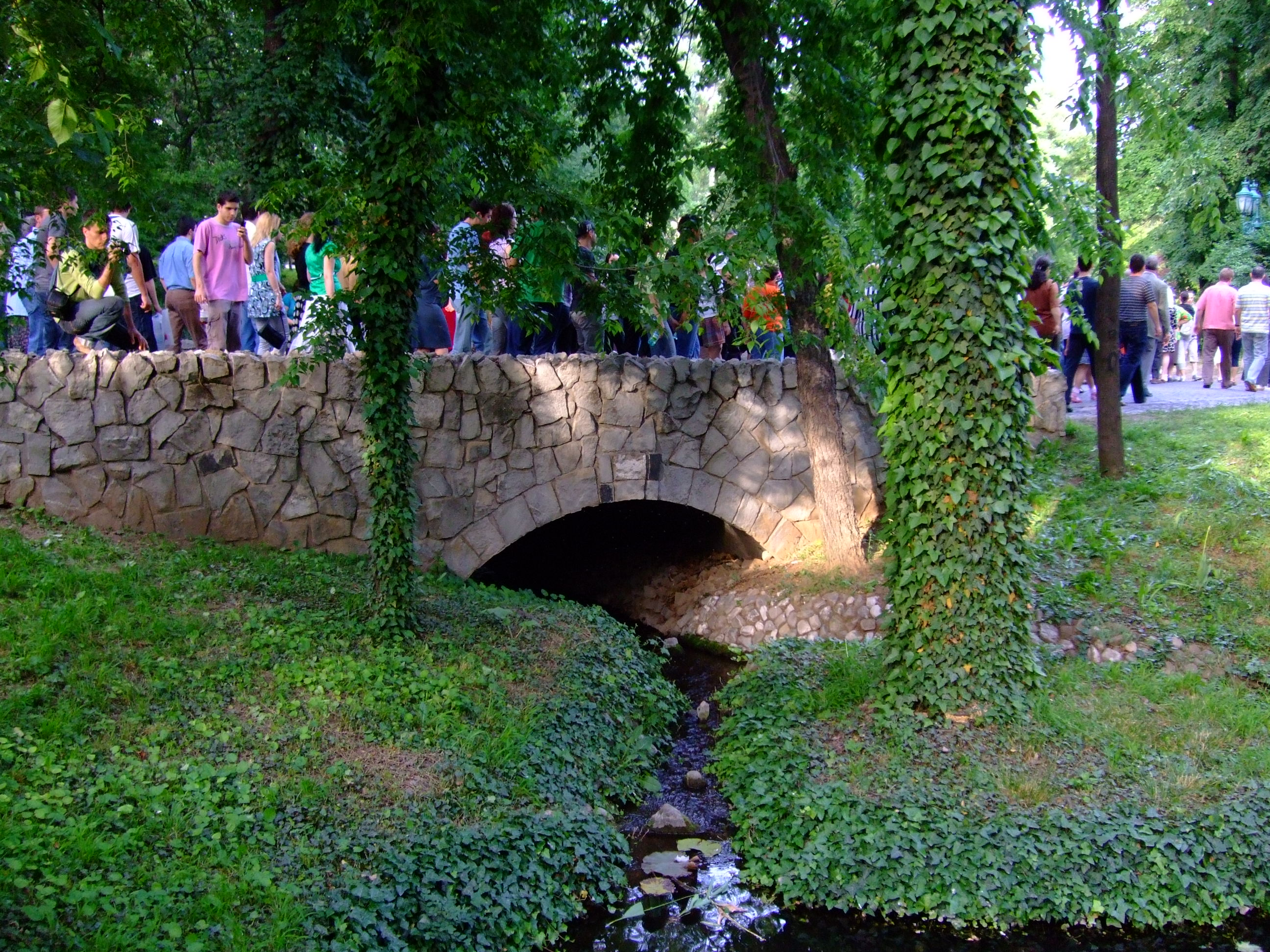
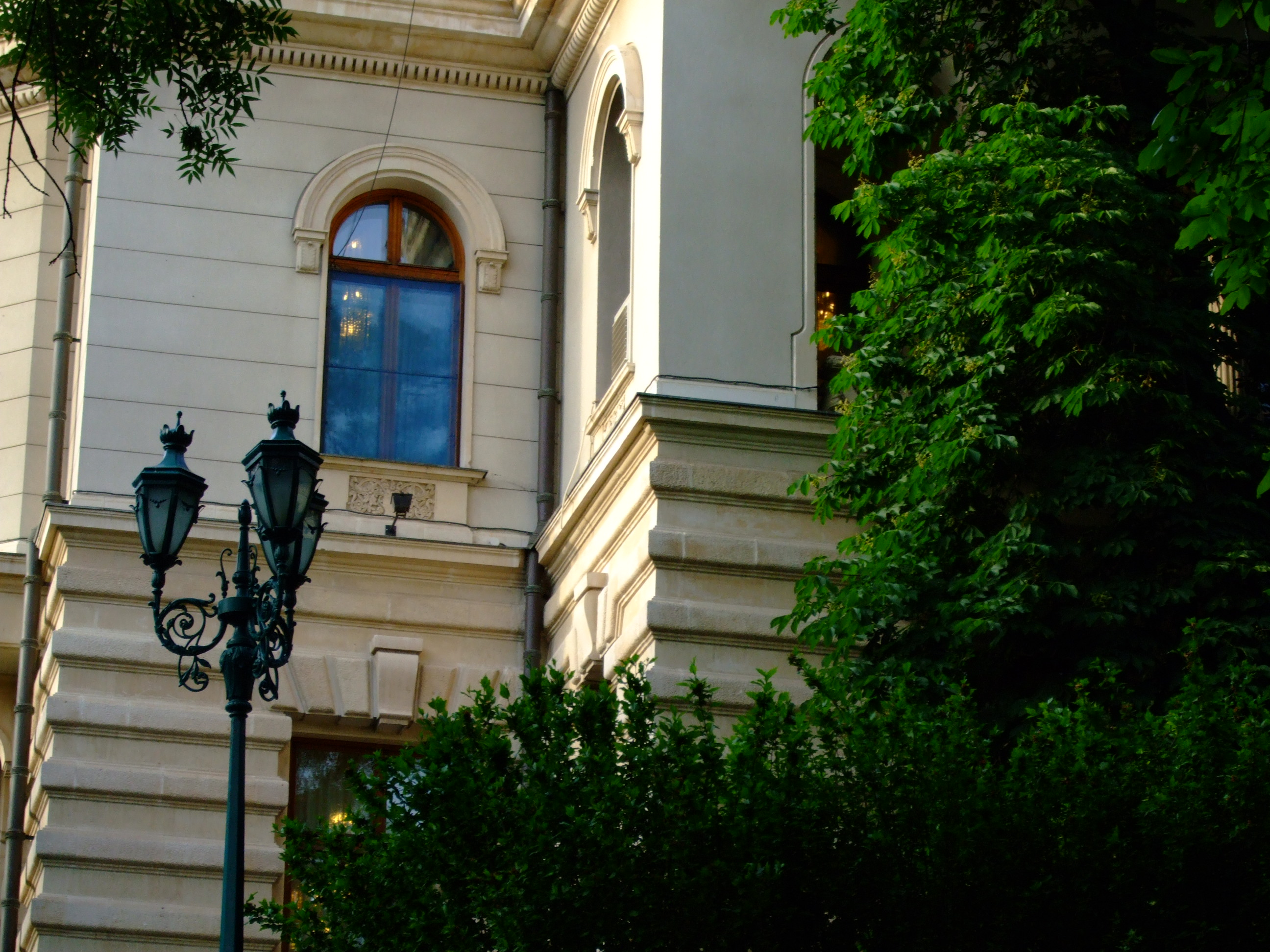
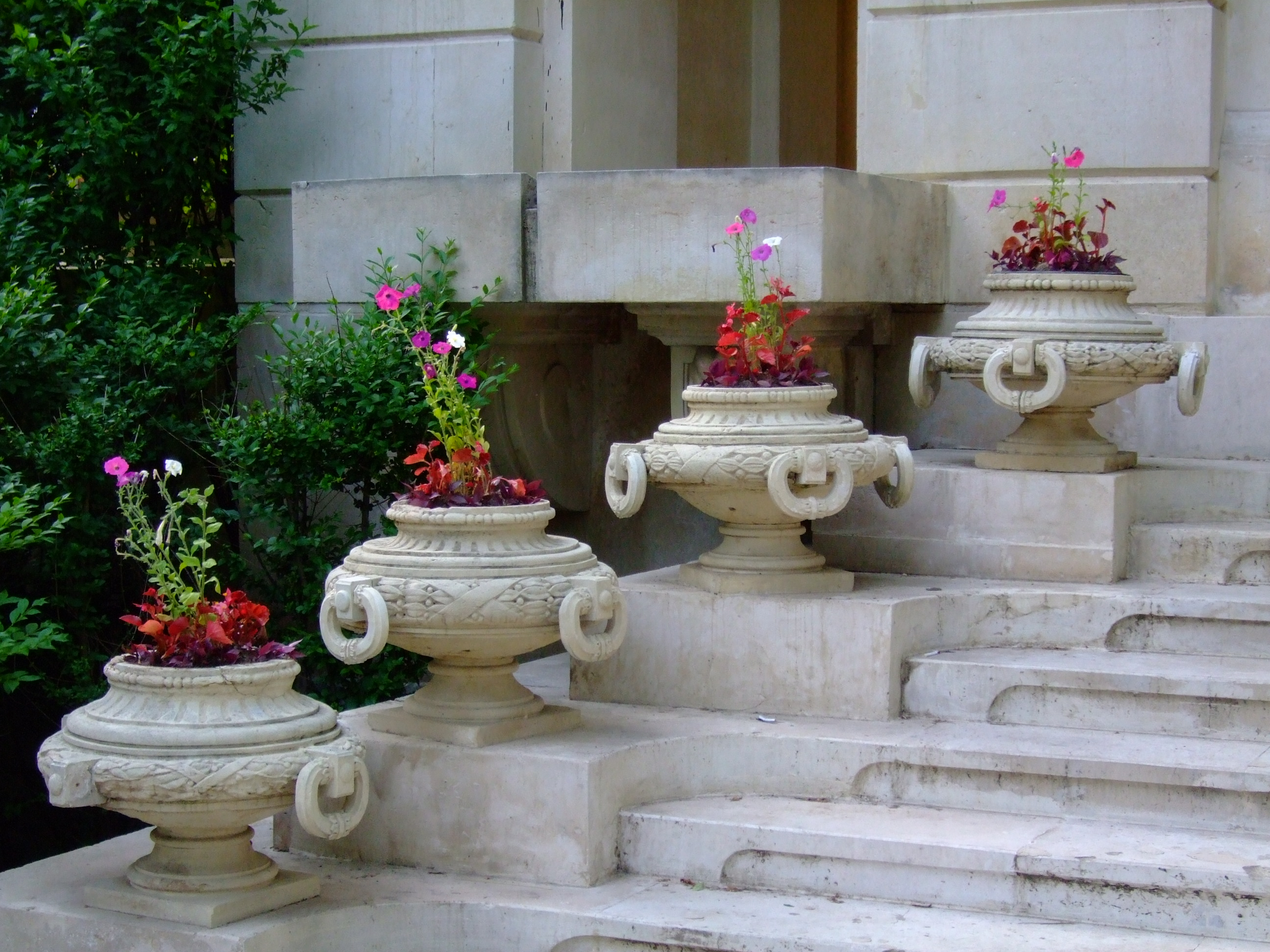
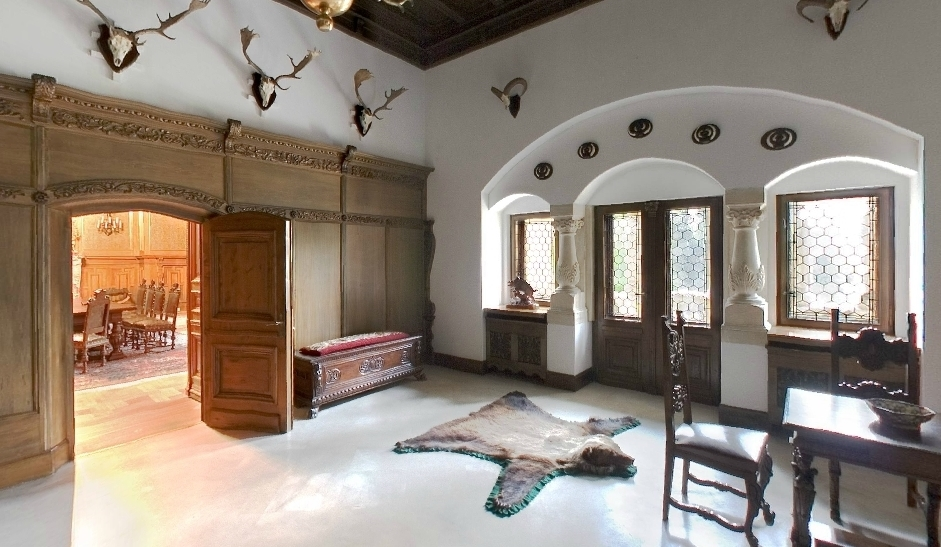
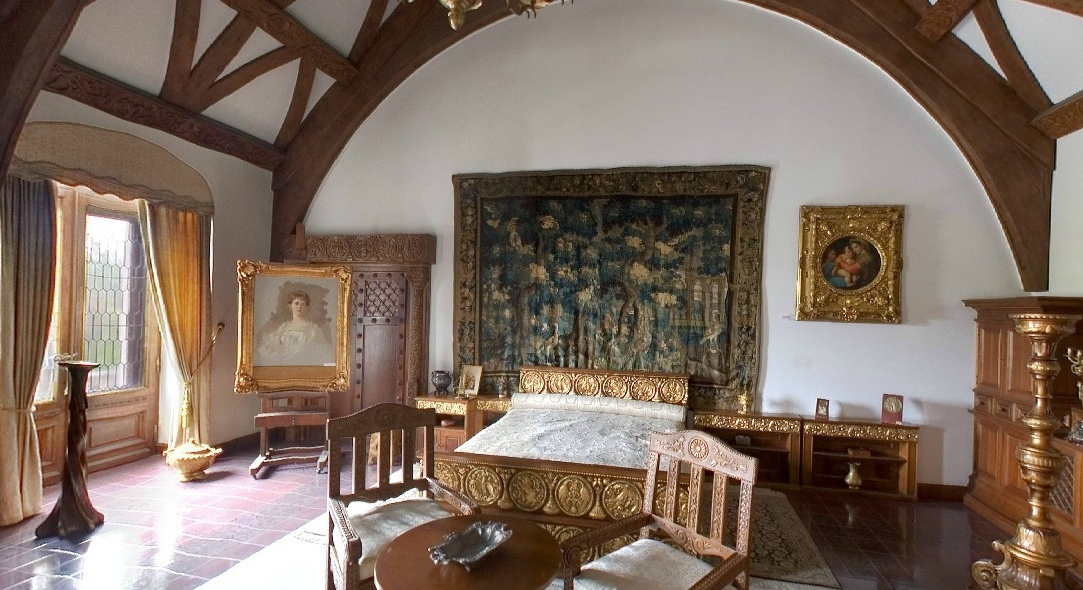
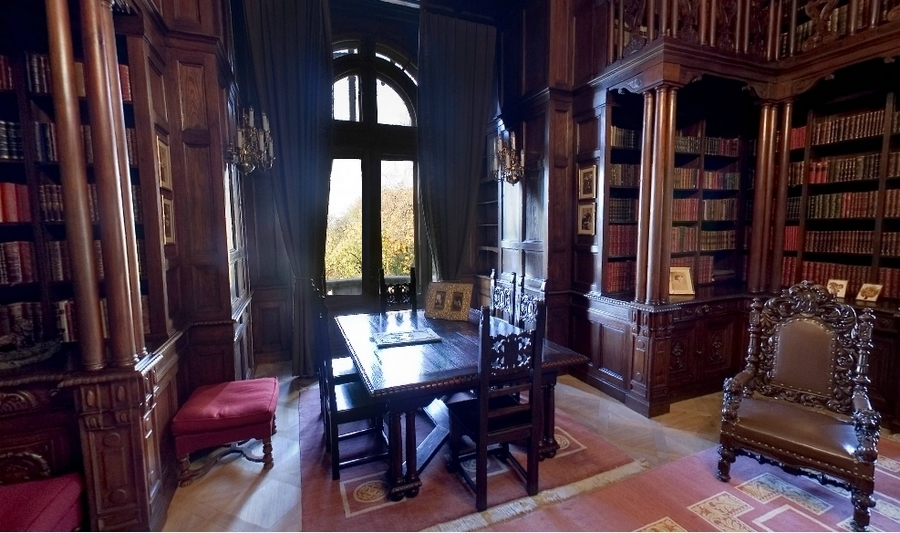
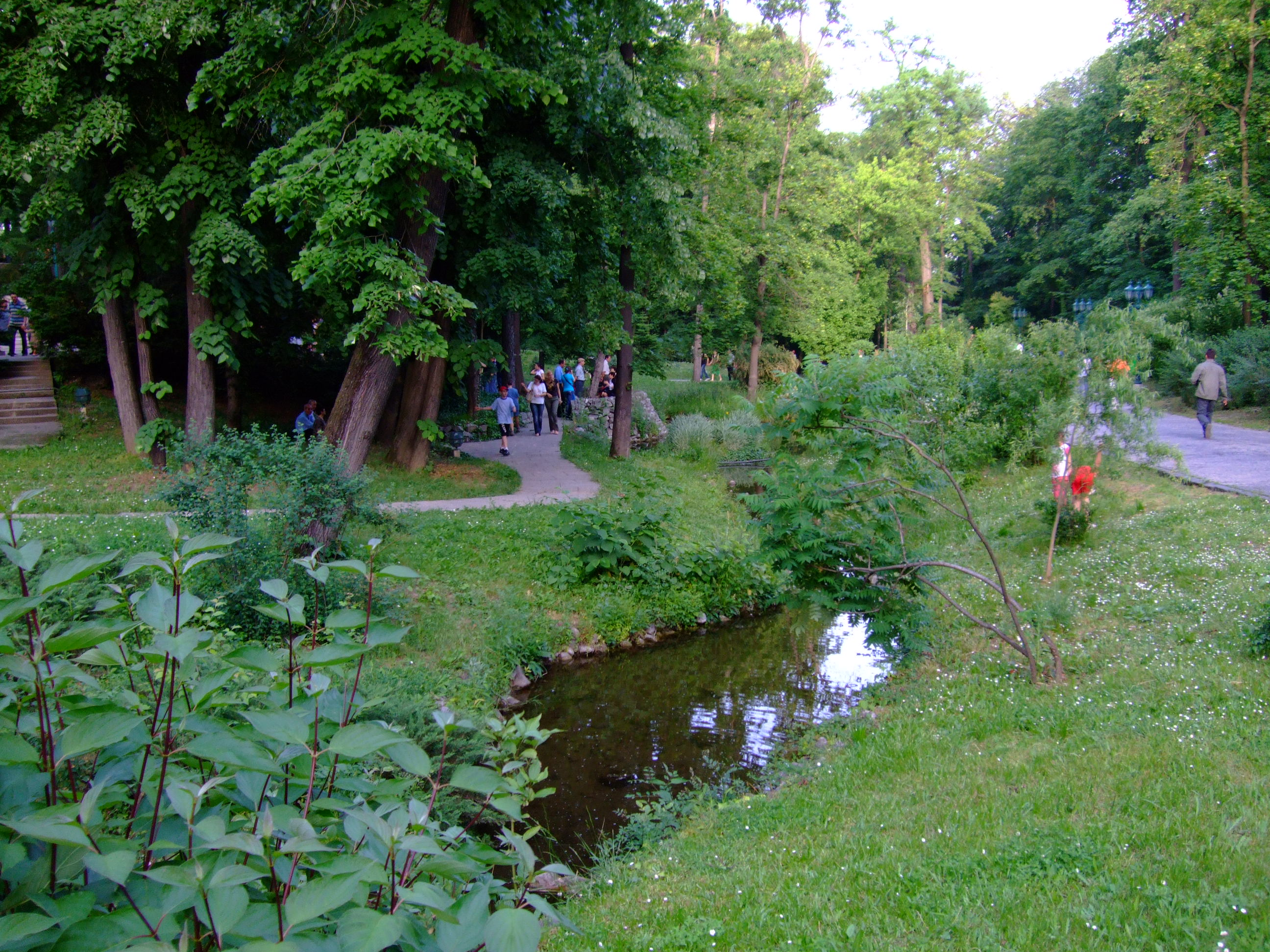
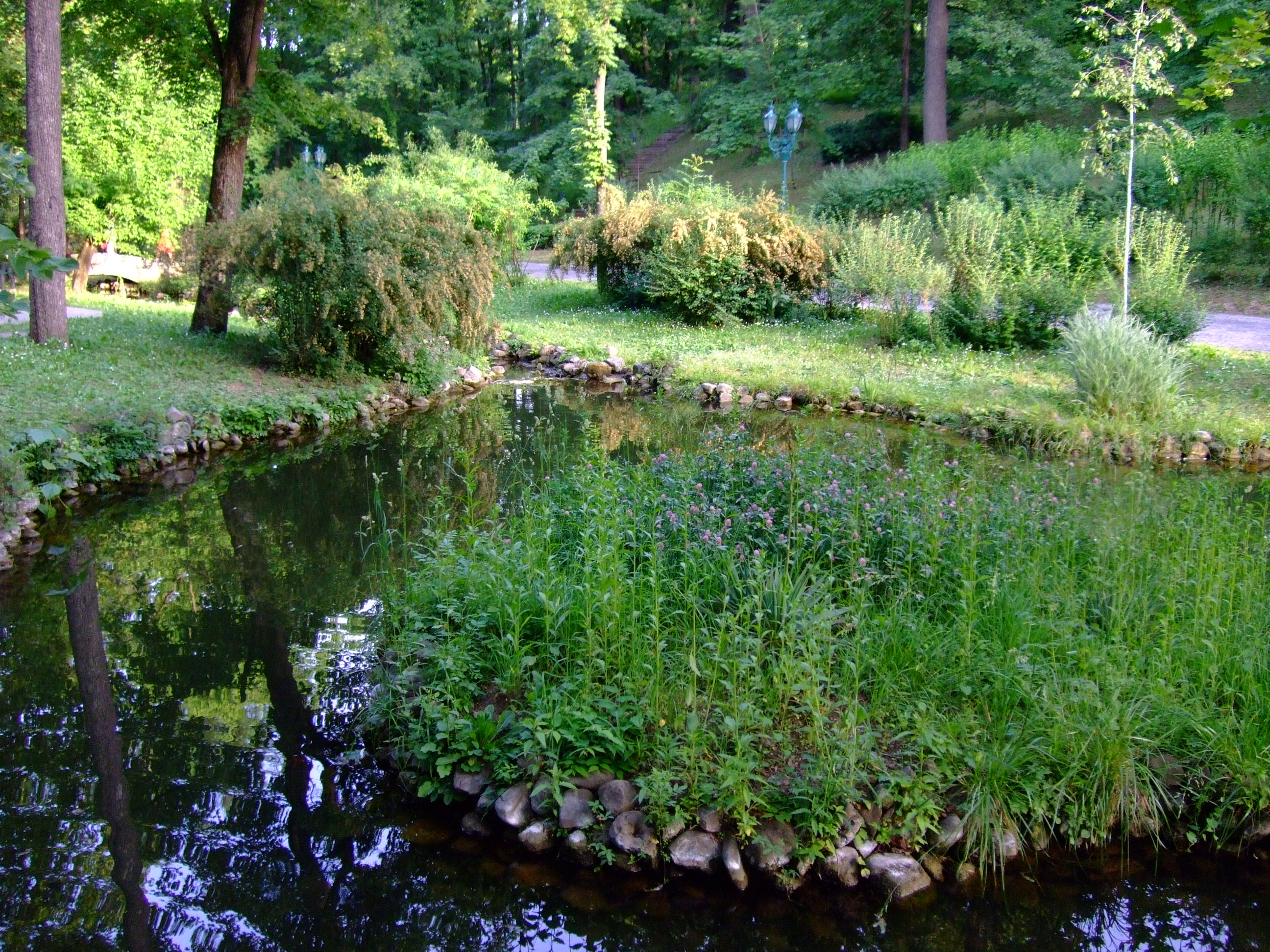
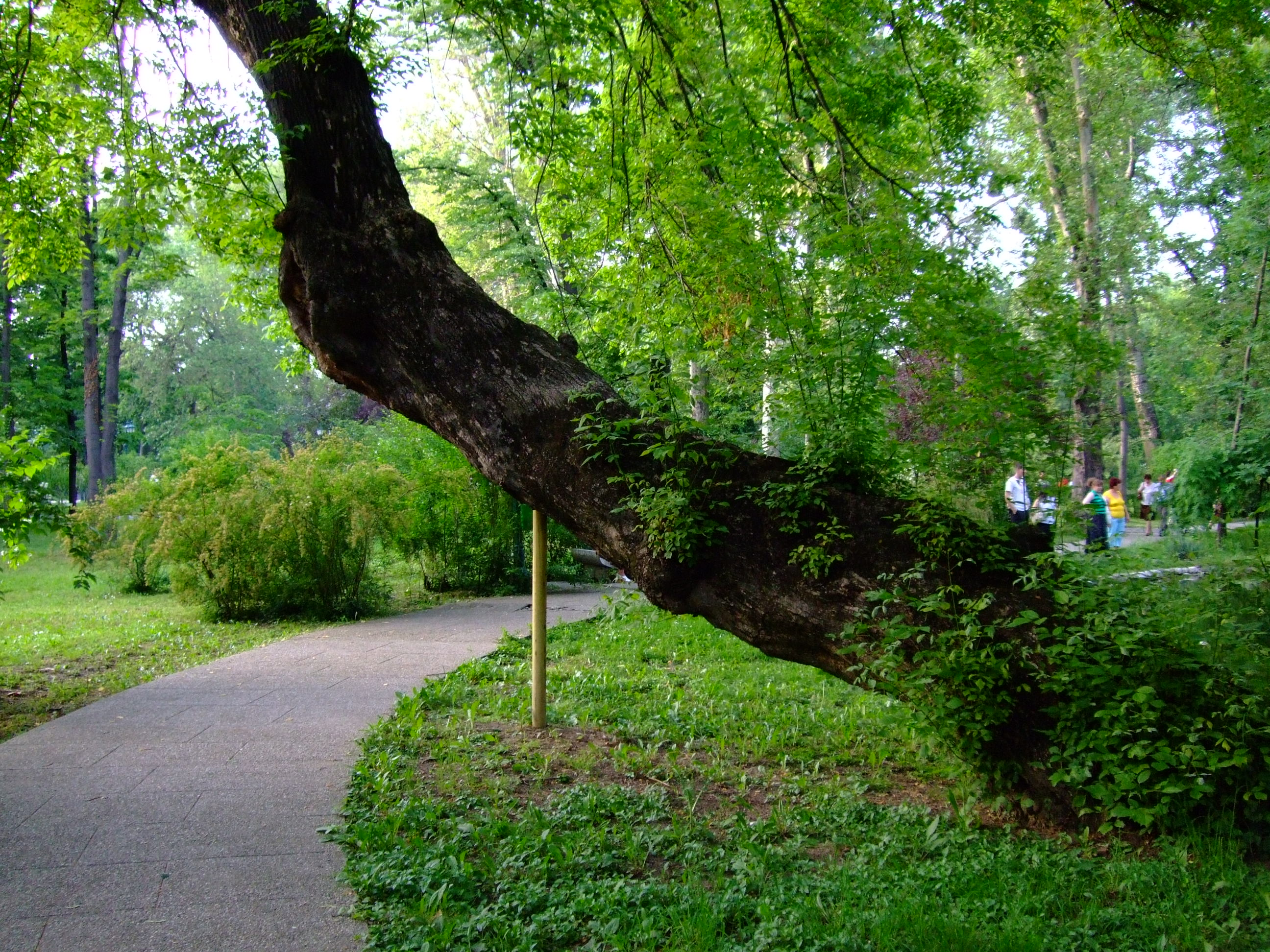